# 階級意識
階級意識是馬克思主義中的一個術語，意指一個社會階級的自覺，包括它的能力及利益所在，或指階級成員對自身歷史責任的意識。

## 盧卡奇的《歷史與階級意識》
在捷爾吉·盧卡奇的名著《歷史與階級意識》（1920年）中所述的「階級意識」，並非個人或大眾心理學意義下的意識。根據盧卡奇的闡述，每個階級都有一個確定的階級意識。自由主義哲學的意識基於個人主義與社會契約，馬克思主義的階級意識則不同，它不是起源而是目標，它是必須透過階級鬥爭去贏得的。
盧卡奇認為無產階級是史上第一個可能達到真正階級意識的階級，這是因為它在歷史進程中的特殊地位。一切其它階級（包括資產階級）對歷史的總體認識皆有所蔽，它們將歷史的特定個別階段誤認為永恆的。這種虛假意識不是哲學意義上的錯誤，而是無法遣除的錯覺。對於這種錯覺，馬克思在對商品拜物教的描述中初發其端，盧卡奇則進一步以他的物化理論釋之。
即使資產者在嘗試理解歷史時拋棄了他的意識形態，他仍然逃不出虛假意識，因為他總會將個人行動的集體結果是做一種必須服膺的客觀定律；例如現代經濟學便將一定社會、經濟條件下出現的貨幣、市場、供求規律目為普世的，甚至是最好的選擇。盧卡奇以無產階級抽換黑格爾歷史哲學中的世界精神（Weltgeist），無產階級在歷史中一方面是客體，因為它是資本主義生產方式的產物；另一方面，勞動既作為形塑世界的力量，它又是主體。準此，盧卡奇認為無產階級對自身的自覺便是對歷史整體的自覺，故能達到真正的階級意識。
盧卡奇所謂的階級意識不是簡單的主觀行為，也不等於自由意志。他認為無產階級被轉化成商品，因而帶有對象性；一旦無產階級意識到自身，就轉變了它的對象性結構，亦即現實。

## 與經濟基礎的關係
盧卡奇認為辯證唯物主義是「革命過程本身的表現」，是理解歷史進程的唯一鎖鑰，因而能幫助無產階級爭得階級意識。儘管他承認經濟基礎對意識形態上層建築的制約（這不等於經濟決定論），他也認為為階級意識的鬥爭帶有一定的自主性。
盧卡奇也慮及理論與實踐的聯繫。光有理論是不夠的，盧卡奇認為「階級意識的客觀理論只是其客觀可能性的理論」。

## 外部連結
- Georg Lukács, History and Class Consciousness （页面存档备份，存于）
- International Communist Current, Communist Organisations and Class Consciousness （页面存档备份，存于）